# Flag Day
Flag Day es una película dramática estadounidense de 2021 dirigida y protagonizada por Sean Penn basada en las memorias de Jennifer Vogel de 2004, Flim-Flam Man: A True Family History. Se estrenó en competencia en el Festival de Cine de Cannes de 2021. y se estrenó en cines el 20 de agosto de 2021 por United Artists Releasing. La película ha recibido críticas mixtas por parte de los críticos.

## Reparto
- Dylan Penn como Jennifer Vogel.
  - Jadyn Rylee como Jennifer adolescente.
  - Addison Tymec como Jennifer joven.
- Sean Penn como John Vogel.
- Katheryn Winnick como Patty Vogel.
- Josh Brolin como el tío Beck.
- Hopper Penn como Nick Vogel.
  - Beckam Crawford como Nick cuando era niño.
- Regina King como la alguacil Blake.
- Norbert Leo Butz como Doc.
- Dale Dickey como la abuela Margaret.
- Eddie Marsan como Sr. Emmanuelle.
- Bailey Noble como Debbie.

## Producción
En marzo de 2012, Penn expresó su interés en unirse al elenco de una adaptación cinematográfica de Flim-Flam Man dirigida por Alejandro González Iñárritu.
En marzo de 2019 se anunció que se había emitido un llamado a casting para la película y que el rodaje del proyecto comenzaría en Winnipeg, Canadá.
El rodaje comenzó en junio con el elenco que incluía a Penn y sus hijos Dylan Penn y Hopper Penn. Josh Brolin, Miles Teller y Katheryn Winnick también estaban entre el elenco anunciado. En julio de 2019, James Russo fue confirmado como parte del elenco. El 1 de agosto de 2019, se filmaron escenas en el campus de Fort Garry de la Universidad de Manitoba. El rodaje tuvo lugar en Piedras Blancas en el condado de San Luis Obispo, California.
La película fue producida por William Horberg, Jon Kilik y Fernando Sulichin.
En una entrevista con Deadline Hollywood en el Festival Internacional de Cine de Cannes de 2021, Penn dijo que inicialmente pensó que sería algo en lo que podría actuar, pero después de tener problemas para identificar al director adecuado, aceptó la oferta de dirigirla porque era una película que le hubiera gustado ver hecha. Es la primera película dirigida por Penn en la que también aparece.

## Lanzamiento
La película tuvo su estreno mundial en el Festival de Cannes en julio de 2021. Antes del festival, Metro-Goldwyn-Mayer adquirió los derechos de distribución de la película en Norteamérica, con planes de estrenarla más tarde ese año a través de su empresa conjunta, United Artists Releasing. Se estrenó el 20 de agosto de 2021. Su estreno estaba previsto para el 14 de agosto, pero se retrasó una semana para evitar competir con otra película de MGM, Respect.

## Banda sonora
La banda sonora de Flag Day incluye música original de Eddie Vedder, Glen Hansard y Cat Power. El primer sencillo, «My Father's Daughter», marca el debut musical de la hija de Vedder, Olivia, que entonces tenía 17 años y que también canta la canción principal «There's a Girl». El álbum con la banda sonora de trece pistas se lanzó el 20 de agosto de 2021.

## Controversia
Durante la promoción de la película, en un momento en el que miles de personas morían mensualmente por la pandemia de COVID-19 en los Estados Unidos, Penn declaró que no quería que a nadie que decidiera no vacunarse contra COVID-19 se le permitiera ver la película en los cines, lo que molestó a los antivacunas.

## Recepción

### Taquilla
Flag Day se estrenó en 24 cines y recaudó 40.750 dólares en su primer fin de semana. Según Deadline Hollywood, la película estaba dirigida a un «grupo demográfico mayor y sofisticado». En su estreno inicial, el 56% de todos los espectadores tenían más de 55 años, unas cifras bajas que se atribuyeron a la variante Delta. La película se proyectó en 50 salas en su segundo fin de semana.

### Respuesta crítica
En el sitio web agregador de reseñas Rotten Tomatoes, el 40% de las 86 reseñas de los críticos son positivas, con una calificación promedio de 5,3/10. El consenso del sitio web dice: «Flag Day se beneficia de actuaciones poderosas y una historia conmovedora basada en hechos, pero se pierde en gran medida en el estruendo melodramático de la película». Metacritic, que utiliza un promedio ponderado, le asignó a la película una puntuación de 53 sobre 100, basada en 24 críticos, lo que indica críticas «mixtas o promedio».